# بينك فلويد – الجدار (فلم)
بينك فلويد – الجدار (بالإنجليزية: Pink Floyd – The Wall) فيلم دراما، وفانتازيا موسيقية للمخرج البريطاني آلان باركر، وصدر 17 سبتمبر عام 1982، استناداً إلى ألبوم فريق الروك الإنجليزي بينك فلويد الصادر عام 1979 تحت نفس العنوان. كتب السيناريو مغني الفريق وعازف جيتار الباص روجر ووترز، ولعب الملحن وكاتب الأغاني الايرلندي بوب جيلدوف دور البطولة.
الفيلم مثل الألبوم، هو مجازي للغاية، والصورة والصوت الرمزي موجودان دائما. الفيلم مكون من موسيقى وأغاني في الغالب، ولا يحتوي على الكثير من الحوار.
اشتهر الفيلم بصورة العزلة العقلية، وتعاطي المخدرات، والحرب، والفاشية، والرسوم المتحركة المظلمة أو المقلقة، والمواقف الجنسية، والعنف. على الرغم من استياء بعض صانعي الأفلام من المنتج النهائي وقت صدور الفيلم، لكن التعليقات كانت إيجابية بشكل عام وأصبح الفيلم فيما بعد، نموذجا (مذهب) cult وطريقة إنتاج فني يُحتذى به.

## طاقم التمثيل
- بوب جيلدوف: في دور بينك[8]
- كيفن ماكيون: في دور بينك التلميذ
- دافيد بينجهام: في دور بينك الصغير
- كريستين هارجريفز: في دور أم بينك
- إليانور ديفيد: في دور زوجة بينك
- أليكس ماكفوي: في دور المعلم
- بوب هوسكينز: في دور مدير أعمال الموسيقيين
- مايكل انساين: في دور مدير الفندق
- جيمس لورنسون: في دور والد بينك
- مارجيري ميسون: في دور زوجة المعلم
- آليس ديل: في دور الطبيب البريطاني
- روبرت بريدجز: في دور الطبيب الأمريكي
- جيمس هازيلداين: في دور الحبيب[9][10]

## أحداث الفيلم
يجلس بطل الفيلم «بينك» لاعب موسيقى الروك صامتا بلا حراك أو تعبير، بينما يتذكر والده، ويستمع لأغنية When the Tigers Broke Free, Part 1، يتخيل «بينك» حشودًا من المعجبين يدخلون إحدى حفلاته، وهو يستقبلهم غير مرحبًا، ويسترجع موت والده دفاعًا عن جسر أنزيو خلال الحرب العالمية الثانية. تعزف أغنية In the Flesh وتستعرض الكاميرا آثار المعركة، وأغنية The Thin Ice.
تقوم الأم وحدها بتربية الطفل بعد موت الأب  مما يؤثر على طفولته. نستمع لأغنية Another Brick in the Wall, Part 1، ومع أغنية When the Tigers Broke Free, Part 2  تظهر رسوم متحركة عن الحرب، تبين أن موت الناس كان بلا مقابل، ومع أغنية Goodbye Blue Sky يضع بينك رصاصة على مسار قطار قادم داخل نفق، ويمر القطار بداخله أطفال يحدقون من النوافذ وهم يرتدون الأقنعة. في المدرسة وبينما بينك منشغل عن شرح المعلم بكتابة شعر، يفاجؤه المعلم وينتزع ورقة الشعر منه ويقرأها على التلاميذ لإهانته، وهي كلمات لواحدة من أشهر أغاني فريق البينك فلاويد (أغنية مال)، وتبين أن المعاملة السيئة للطلاب ترجع إلى تعاسة المعلم في زواجه. وتعزف أغنية The Happiest Days of Our Lives، بينما يتخيل بينك نظامًا مدرسيًا ظالمًا يسقط فيه الأطفال في مفرمة اللحم، ثم يتخيل بينك أن الأطفال يتمردون ويحرقون المدرسة، ويلقون المعلم في النار، بينما تعزف أغنية Another Brick in the Wall, Part 2. يدور شريط ذكريات بينك ويتذكر أمه وحمايتها له، وتعزف أغنية Mother. يتلقى بينك اتصال هاتفي ليكتشف خيانة زوجته، وتبدأ رسوم متحركة تعبر عن كل تجربة صادمة كانت تمر به، ويظهر سؤال في أغنية What Shall We Do Now.
يعود بينك إلى غرفته بالفندق بصحبة فتاة من المعجبين بفنه، وتستمع لأغنية Young Lust، تزعجه الفتاة إلى درجة كبيرة فيقوم بتحطيم الغرفة في نوبة عنف تخيف الفتاة، ثم تنبعث أغنية One of My Turns وهو جالس مكتئب يفكر في زوجته ويشعر أنه محاصر في غرفته، ومع أغنية Don't leave me now يتذكر كل الحجارة في جداره، مع أغنية Another Brick in the Wall, Part 3 تملأ السمع، يظهر الجدار وقد اكتمل، ونعود إلي المشهد الأول في الفيلم، مع أغنية Goodbye Cruel World. تعود الكاميرا لغرفته بالفندق مع أغنية Is There Anybody Out There، ويبدأ يفقد عقله  ويحلق كل شعر جسده، وعلى شاشة التلفزيون يشاهد فيلمًا قديمًا عن حرب بريطانية، مع أغنية Nobody Home ويتخيل نفسه وهو صغير يتجول بين خنادق المحاربين، وتعزف أغنية Vera، تقف جموع من الناس في محطة القطارات تطالب بعودة المحاربين مع أغنية Bring the Boys Back Home. يرقد بينك مخدرًا وغير مستجيب في غرفته بالفندق، ويقوم المسعف بحقنه لتمكينه من أداء أغنية Comfortably Numb، ويحلم بينك بأنه ديكتاتور وحفلته عبارة عن تجمع فاشي، ومع أغنية In the Flesh يتابع أتباعه مهاجمة الناس.
تعزف أغنية Run Like Hell وبينك يتزعم مسيرة في ضواحي لندن، ومع أغنية Waiting for the Worms تظهر صورًا لمطارق الرسوم المتحركة التي تهوي على الأنقاض، ثم يتوقف بينك عن الهلوسة ويصرخ «توقف»، ويُحاكم بينك، ويتهمه معلمه وزوجته، بينما تحاول والدته اصطحابه إلى المنزل، والقاضي يأمر بهدم الجدار، وتعزف موسيقى أغنية The trial. يتحطيم الجدار مع صرخة بينك، الذي لا يظهر مرة أخرى بعد ذلك.  ينظف مجموعة من الأطفال كومة من الحطام، وتتجمد الصورة على أحد الأطفال وهو يفرغ زجاجة مولوتوف. ينتهي الفيلم مع أغنية Outside the wall.

## الفكرة
اكتسب فريق «بينك فلويد» شهرة كبيرة في منتصف السبعينيات، وبدأ كاتب أغاني الفريق  «روجر ووترز» يشعر بالغربة بشكل متزايد عن جمهوره.
كتب «روجر ووترز»:
شعر ووترز بالفزع من تعلق الجمهور بالنجاح فقط، بدون محاولة التعرف على الأشخاص الفعليين أعضاء الفرقة.
نشأ مفهوم «الجدار»، من قضية الاغتراب المتنامي بين الفرقة ومعجبيها، والوصول إلى مفهوم الجدار ومحاولة تخطيه، هي مرحلة جديدة لفرق موسيقى الروك، من استكشاف الحقائق الصعبة، وأفكار الاغتراب التي وصفها الوجوديون مثل جان بول سارتر.

## التطور
كان هناك نية لتصوير فيلم عن ألبوم «الجدار» يصور جولة الفريق الموسيقية، مع إضافة بعضا من الرسوم المتحركة للرسام الإنجليزي «سكارف»، وعندما تم الاتفاق على إنتاج فيلم روائي رفضت شركة «أي أم آي» الموافقة لعدم فهم فكرة الفيلم، وكان المخرج «آلن باركر» (وهو من المعجبين بفريق البينك فلويد) يسأل نفسه دائما هل يمكن عمل فيلم من ألبوم غنائي، واقترح باركر أن يخرج الفيلم رسام الكاريكاتير «جيرارد سكارف».
بدأ روجر وواترز دراسة كتب (كتابة السيناريو)، وكتب هو وسكارف كتابًا خاصًا يحتوي على سيناريو المشروع لعرضه على المستثمرين، وكان دور البطولة في السيناريو من نصيب وواترز نفسه، لكن  بعد الاختبارات امام الكاميرا، تم إلغاء فكرة إسناد البطولة لوواترز.
على صعيد آخر وفي سيارة أجرة مسرعة إلى المطار يستقلها مغني فرقة بووم تاون راتس «بوب جيلدوف» ومدير أعماله، عرض مدير الأعمال فكرة بطولة فيلم «الجدار» على جيلدوف الذي رفض وظل يرفض ويعبر عن إزدرائه للمشروع طوال الرحلة وهو لا يعرف أن سائق سيارة الأجرة هو أخو روجر وواترز والذي نقل له الحوار.

## تصوير الفيلم
حدث خلافات كثيرة بين المخرج باركر وواترز وسكارف أثناء الإنتاج، ووصف باركر التصوير بأنه إحدى أكثر التجارب بؤسًا في حياته الإبداعية، وكان سكارف يضطر إلى شرب زجاجة كاملة من «جاك دانيال» (مشروب كحولي) لأنه كان يعرف ما سيلاقيه أثناء التصوير، وكان عليه أن يحصن نفسه بطريقة ما، حسب قوله، وقال وواترز:«أن التصوير كان تجربة مزعجة وغير سارة للغاية».
أصيب جيلدوف بقطع في اليد عند سحبه للستائر المعدنية أثناء تصوير مشهد تدمير غرفة الفندق، وعند تصوير مشهد في حوض السباحة، اكتشف الجميع أن جيلدوف لا يعرف السباحة.
صُوّرت المشاهد الداخلية في استوديوهات باينوود، ومشاهد الحرب في منطقة شاطئ سانتون ساندس.

## عرض الفيلم
عُرض الفيلم خارج المنافسة خلال مهرجان كان السينمائي 1982، وكان العرض الأول للفيلم رسميًا للجمهور في دار عرض الإمبراطورية - ليستر سكوير في لندن، في 14 يوليو 1982، وحضر العرض ووترز وزملاؤه من فريق بينك فلويد: ديفيد جيلمور ونيك ماسون، إضافة المشاهير منهم: بوب جيلدوف، وبولا ياتس، وبيت تاونسيند، وستينج، وروجر تايلور، وجيمس هانت، ولولو، وأندى سومرز.

## المظاهر والتحاليل
كانت البطولة ستكون من نصيب وواترز، فهو يتوافق مع بطل الرواية حيث فقد والده وهو صغير وقابل مشاكل في زواجه، وايضا كان المقصود بشخصية «بينك» بطل الفيلم، أن تتوازى مع شخصية العضو القديم في فريق البينك فلويد، والمؤسس «سيد باريت» حيث أنه كان في صراع مع المرض العقلي والعلاج الذاتي من المخدرات. إحدى الإشارات الواضحة على ما يبدو هي انفصال بينك عن العالم وهو ينفرد بنفسه في غرفته قبل العرض ويحلق جسمه بينما يعاني من كسر عقلي، وسيد باريت فعل نفس الشئ عندما حلق جسمه قبل الحضور لجلسة عزف مع الفريق.

## أغاني الفيلم
- (عندما تتحرر النمور – الجزء الأول When the Tigers Broke Free, Part 1)[44]
- (في الجسد "إن ذا فليش؟" In the Flesh)[45]
- (الجليد الرقيق The Thin Ice).[46]
- (قالب طوب آخر بالجدار- الجزء الأول Another Brick in the Wall, Part 1)،[47]
- (عندما تتحرر النمور – الجزء الثاني When the Tigers Broke Free, Part 2)[48]
- (وداعًا أيتها السماء الزرقاء Goodbye Blue Sky)[49]
- (أسعد أيام حياتنا The Happiest Days of Our Lives)[50][51]
- (قالب طوب آخر بالجدار- الجزء الثاني Another Brick in the Wall, Part 2).[52]
- (أم Mother).[53]
- (ما الذي يجب علينا فعله الآن؟ What Shall We Do Now).[54]
- (الرغبة الشابة Young Lust)،[55]
- (أحد منعطفاتي One of My Turns)[56][57]
- (لا تتركني الآن Don't leave me now)[58]
- (قالب طوب آخر بالجدار- الجزء الثالث Another Brick in the Wall, Part 3)[59]
- (وداعًا أيها العالم القاسي Goodbye Cruel World).[60]
- (هل هناك أي شخص بالخارج؟ Is There Anybody Out There)،[61]
- (لا أحد في البيت Nobody Home)[62][63]
- (فيرا Vera)[64]
- (أعيدوا الشباب إلى الوطن Bring the Boys Back Home)[65][66]
- (تخدير مريح Comfortably Numb)[67]
- (في الجسد In the Flesh)[68]
- (جرى كالجحيم Run Like Hell)[69]
- (في انتظار الديدان Waiting for the Worms)[70]
- (المحاكمة The trial).[71]
- (خارج الجدار Outside the wall).[72][73]

## شباك التذاكر والاستقبال النقدي
افتتح الفيلم  في 6 أغسطس 1982، ودخل إلي رقم 28 في قائمة أقوى الأفلام في شباك التذاكر في الولايات المتحدة، على الرغم من عرضه في مسرح واحد فقط في أول عطلة نهاية الأسبوع، وحقق أكثر من 68000 دولار، توسع الفيلم لاحقًا ليتم عرضه في أكثر من 600 دار عرض في 10 سبتمبر، وصعد إلى المرتبة الثالثة  في قائمة أقوى الأفلام في شباك التذاكر، وحقق الفيلم في نهاية فترة عرضه على 22 مليون دولار قبل توقف عرضه في أوائل عام 1983.
كتب النقاد آراء إيجابية لصالح الفيلم بوجه عام. ومنح موقع الطماطم الفاسدة الفيلم تقييم 68% بناء على 20 تعليق، وأجمع النقاد على أن فريق بينك فلويد عبر عن القلق بين الأجيال بقوة. قال الناقد السينمائي روجر ايبرت إن الفيلم رؤية مذهلة لتدمير الذات، وواحدة من أكثر العروض الموسيقية المروعة في كل العصور، لكن الفيلم فعال والموسيقى قوية وحقيقية، والصور هي مثل المطارق، ولمرة واحدة، نرى بطل الروك أند رول ليس مجرد نرجسي مدلل، بل صورة حقيقية للمعاناة مع كل اليأس في هذا العصر النووي. هذا فيلم جيد حقا.
أما الناقد السينمائي سيسكيل فقد كان أكثر تحفظًا في حكمه، مشيرًا إلى أنه شعر أن صور الفيلم كانت متكررة للغاية، ومع ذلك اعترف بأنها ستبقى معه لفترة طويلة. عاد روجر ايبرت في عام 2010 ليضع الفيلم في قائمة أفلامه العظيمة، واصفًا الفيلم بأنه بلا أدنى شك أفضل أفلام الروايات الجادة المخصصة للروك.
وكتب الناقد داني بيري أن الصورة متشائمة بلا هوادة ومثيرة للاشمئزاز في بعض الأحيان، لكنني لا أجدها غير قابلة للنقاش، وأضاف إن التصوير السينمائي لبيتر بيزيو مثير للإعجاب للغاية ولدى عدد قليل من المشاهد الفردية قوة لا يمكن إنكارها.
حصل الفيلم على جائزتين من الأكاديمية البريطانية: أفضل صوت لجيمس جوثري، وإيدي جوزيف، وكلايف وينتر، وجراهام هارتستون، ونيكولاس لو مسوريير، كما حصل على أفضل أغنية أصلية لروجر وواترز.
قال دافيد جيلمور عازف الجيتار في فريق البينك فلويد،«إن الخلاف بينه وبيم وواترز نشأ مع بداية صنع الفيلم، وأضاف أن الفيلم لم يعبر عن ألبوم الجدار كما عبر عنه الفريق بحفلاته الموسيقية» .

## الجوائز
- جوائز الأكاديمية البريطانية للأفلام [80]
- أفضل أغنية أصلية: روجر وواترز طوبة أخرى في الجدار.[80]
- أفضل صوت: جيمس غوثري – ايدى جوزيف – كليف ونتر – جراهام هارتستون – نيكولاس لو مسيوريا [80]

## فيلم تسجيلي
أُنتجَ فيلم وثائقي عن قصة وتفاصيل إنتاج فيلم الجدار تحت عنوان الجانب الآخر من الجدار يتضمن مقابلات مع باركر، وسكارف، وبعض مقاطع لروجر وواترز، وبُثَ على القناة التلفزيونية إم  تي  في عام 1982، ثم أُنتج فيلم وثائقي ثان عن الفيلم في عام 1999 تحت عنوان نظرة للماضي: إعادة نظر للجدار يتضمن مقابلات مع باركر وسكارف وروجر وواترز وأعضاء آخرين من فريق الإنتاج. هذه الأفلام الوثائقية موجودة كإضافة مع (دي في دي) الفيلم.

## وصلات خارجية
- مقالات تستعمل روابط فنية بلا صلة مع ويكي بيانات